# 瀬織さら
瀬織 さら（せおり さら、1986年3月11日 - ）は、日本の元AV女優。ハーレムエンターテイメント所属。
趣味、特技：読書。

## 略歴
- 2007年12月に『FIRST IMPRESSION 29』でAVデビュー。

## 作品

### アダルトビデオ
2007年
- FIRST IMPRESSION 29（12月1日、アイデアポケット）

2008年
- PERFECT BODY SEX（1月1日、アイデアポケット）
- さら先生の誘惑授業（2月1日、アイデアポケット）
- Spermania vol.18（3月1日、アイデアポケット）
- DIGITAL CHANNEL（4月1日、アイデアポケット）
- 質問は後にして… 美人女教師20人のノンストップ連続8時間授業（6月1日、アイデアポケット）※総集編
- 潮吹きクィーンズSPECIAL EDITION 〜美女だらけの大噴水祭8時間〜（7月1日、アイデアポケット）※総集編
- 真性中出し（9月1日、MOODYZ）
- 美女達の究極モザイクFUCK BEST（9月1日、アイデアポケット） ※総集編
- VIP ROOM 夢のようなサービスを受けられる7つの部屋（9月13日、隼エージェンシー）他出演:三浦亜沙妃、麗花、明佐奈、綾瀬みさ、夏川るい、ほしのまき
- 脅迫された女たち（9月19日、ミスター・インパクト）他出演:ほしのまき、神楽ゆい、青山れあ、芹澤かなえ、宮崎あい、桜井エミリ
- 襲撃!!逆ナン痴女軍団　即ズボバトルinスイミングクラブ（9月15日、トップワン）共演:赤西涼、花宮あみ、東野愛鈴、山城美姫、若槻朱音、永瀬あき、早乙女美奈子、藤本ちさと、門田まつり
- MODEL CLUB CLASS A ver.25（9月26日、silvia）他出演:菜実
- W絶品ボディ 瀬織さら 鮎川なお（10月1日、MOODYZ）共演:鮎川なお
- フェラコレ2008秋SP（10月11日、隼エージェンシー）他多数出演
- 淫らな美尻（11月13日、MOODYZ）
- スケ透けえろ女（11月13日、AVS）
- 真性アナルFUCK（12月1日、MOODYZ）
- こだわりの手コキ 4時間SP 10 30人のハンドメイド（12月13日、隼エージェンシー）他29名出演

2009年
- 2人の潜入捜査官 サラ&ヒカリ 結ばれた強い絆（1月7日、アタッカーズ）共演:桐島ひかり